# Trapeztampen

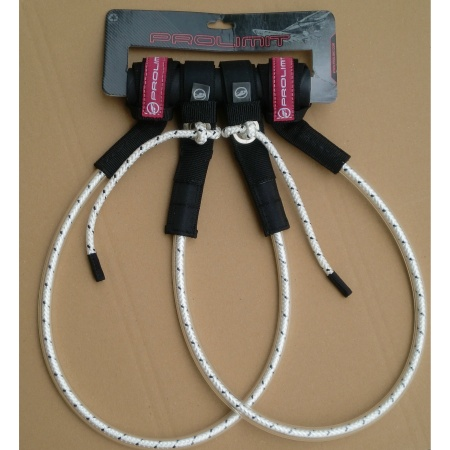
Handelsübliches Paar Trapeztampen der Marke Prolimit

Trapeztampen sind ein Bestandteil des Windsurf-Riggs und werden am Gabelbaum-Holm an der Stelle des Segeldruckpunktes montiert. Im Zusammenspiel mit einem Trapez lässt sich der Kraftaufwand beim Windsurfen erheblich reduzieren.

## Funktion
Die Trapeztampen hängen vom Gabelbaum-Holm schlaufenförmig herab und bieten dem Windsurfer die Möglichkeit, sich bei Bedarf mit seinem Trapezhaken in die Tampen einzuhaken. Dies verlagert den Segeldruck weg von den Händen auf den Körper, so dass das eigene Körpergewicht für den Aufbau eines noch größeren Segeldrucks und damit für höhere Geschwindigkeiten genutzt wird. Auf diese Weise wird auch die Armmuskulatur entlastet.

## Verarbeitung
Am Markt erhältliche Trapeztampen bestehen im Kern aus einem 6–8 mm starken Polyestertampen, der vorgereckt wird und daher dehnungsbeständig ist. Ummantelt wird dieser Tampen von einem Polyurethan-Schlauch, der den Tampen in Form hält, vor Abrieb schützt und eine gewisse Rutschfestigkeit für den Trapezhaken bietet. Die Befestigungsschlaufen sind häufig zur besseren Fixierung am Gabelbaum mit einem Klettverschluss ausgestattet.

## Länge
Die optimale Länge der Trapeztampen ist von vielen Faktoren abhängig, beispielsweise von Segelgröße, Segelklasse, Trapeztyp, Könnerstufe, Windbedingungen und nicht zuletzt persönlichen Präferenzen. Aus diesem Grund gibt es neben den Trapeztampen mit fester Länge (auch "Fixed Trapeztampen") auch längenverstellbare Tampen. Hier kann die Länge entweder über einen Knoten oder über einen Metallclip mit Klemme variiert werden. Der Vorteil der Metallclip-Lösung ist, dass eine Verstellung auch während des Surfens möglich ist.